# Явоишс, Бруно
Бруно Явоишс (в советский период Явойш Бруно Брониславович; латыш. Bruno Javoišs; 13 октября 1941, Рига — 6 февраля 2025, Тарту) — участник латышского национального движения сопротивления, политзаключённый, советский диссидент. Кавалер ордена Трёх звёзд с позолоченным почётным знаком. Командор ордена Виестура.

## Биография
Бруно Явоишс родился 13 октября в Риге. Окончил Рижскую среднюю школу № 50, учился в Рижском авиационном институте (учеба была прервана депортацией). После депортации Явойшс получил степень по истории искусств в Тартуском университете.
В ночь на 5 декабря 1963 года, в день принятия Конституции СССР, Бруно Явоишс водрузил флаг Латвии на 76-и метровую высоту на Рижской радиовышке, возле городского канала, рядом с главным управлением милиции (ныне улица Радио). На Рижской радиовышке была установлена сигнализация и при спуске его ожидала милиция.  Флаг провисел на радиовышке весь день, поскольку было непросто найти специалиста, чтобы его снять. Сразу после этой акции Бруно Явоишс был арестован. 27 июня 1964 году осужден  по статье 65 ч.1 УК ЛатССР, 218 ч.2 УК ЛатССР Верховным судом Латвийской ССР на 7 лет.  Срок отбывал в Дубравлаге. В ссылке познакомился с Гунарсом Астрой, Янисом Зиемелисом, Кнутсом Скуениексом и другими участниками национального движения сопротивления. Бруно Явоишс кроме родного латышского языка знал литовский и русский, в лагере выучил эстонский язык.
Вернувшись из ссылки, поселился в Тарту. После восстановления независимости Эстонской Республики основал и возглавил Южно-эстонское латышское общество, объединявшее в то время около 100 латышских соотечественников.
В 2021 году был награждён орденом Виестура III степени.
Умер 6 февраля 2025 года в Тарту.